# 아크로 서울포레스트
아크로 서울포레스트(영어: ACRO Seoul Forest)는 대한민국 서울특별시 성동구 성수동에 위치한 주상복합 아파트이다. 이 아파트는 지상 49층, 지하 7층, 높이 199.98m로 구성되었으며 대림산업의 자체 시행, 시공 사업이다. 총 280가구를 분양한다. 2017년에 착공하여 2020년에 완공되었고 2021년 1월 입주하였다.

## 역사

### 계획
대림산업이 초고층 아파트를 개발할 계획이 있는 2007년 한숲 e편한세상이라는 명칭으로 추진 계획이 있었다. 2008년에 100평대 50층 이상 초고층 아파트 분양이 실패되고 건립이 취소되다가 2014년 대림산업은 한숲 e편한세상이 사업 8년만에 뚝섬에서 재개된다. 2016년 3월 착공하였고 이후 한숲 e편한세상에서 서울숲 아크로빌으로 명칭을 변경하였다. 2017년에 2017년 주상복합 분양 베스트10에 선정되었다. 서울숲 아크로빌에서 아크로 서울 포레스트로 명칭을 변경하였고 같은 해 8월에 분양이 시작되었다.

### 건설
아크로 서울 포레스트 분양이 오는 2017년 7월에 사업승인이 완료되었고 강북의 반포가 되어가고 있다. 같은 해 12월 지하층을 공사를 완료했고 2018년부터 상층부가 공사중이고 2020년 3월에 모든 동의 외부 공사가 끝났고 12월에 준공하고 개장, 입주하였다.

## 디자인
2007년 최초 디자인이 공개되었다. 2008년에 공개된 디자인은 196세대 및 2개동인 아파트(49층), 오피스(33층), 문화시설, 상업시설(4층), 지하에 상업시설이 들어서는 복합문화 주거공간으로 구성된다. 2017년에는 2개동인 공동주택 49층과 33층 오피스와 문화 및 집회시설과 공공보행통로, 공개공지, 광장 등이 있는 디자인이 공개되었다.

## 건물

### 구성
지하 5층 ~ 지상 49층의 280세대 주거시설 2개동, 지하 7층 ~ 지상 33층짜리 오피스 빌딩인 디 타워(D-Tower)와 4층 규모의 아트 센터(Art Center), 지하 1층과 일부 1층의 리플레스 상업시설로 구성된다. 상업시설의 경우 주거동의 프라이버시를 보장하기 위해 지상 1층부에는 최소화로 추진하였다.
| 건물                | 층수 | 용도                          |
| ------------------- | ---- | ----------------------------- |
| A동                 | 49층 | 주상복합                      |
| B동                 | 49층 | 주상복합                      |
| 디타워 서울포레스트 | 33층 | 오피스                        |
| 상업시설            | 4층  | 복합문화시설, 임대형 상업시설 |

### 특징
아크로 서울 포레스트의 최종 디자인은 432 파크 애비뉴를 연상시키고 아파트 단지에 음성인식 스마트홈을 적용했다. 이 공동주택의 100년 주택은 장수명(長壽命) 주택이 제시되고 있으며 100년 동안 거주가 가능하다. 진도 9.0을 견딜 수 있는 내진설계가 적용된다.

## 시설
다음은 아크로 서울 포레스트의 내부 시설이다.
| 층수                | 시설                          |
| ------------------- | ----------------------------- |
| 47층 ~ 48층         | 펜트하우스                    |
| 30층 ~ 46층         | 아파트                        |
| 29층                | 클라우드 클럽 (커뮤니티 시설) |
| 28층                | 대피공간                      |
| 2층 ~ 27층          | 아파트                        |
| 1층                 | 로비                          |
| 지하 7층 ~ 지하 1층 | 지하주차장                    |

## 갤러리

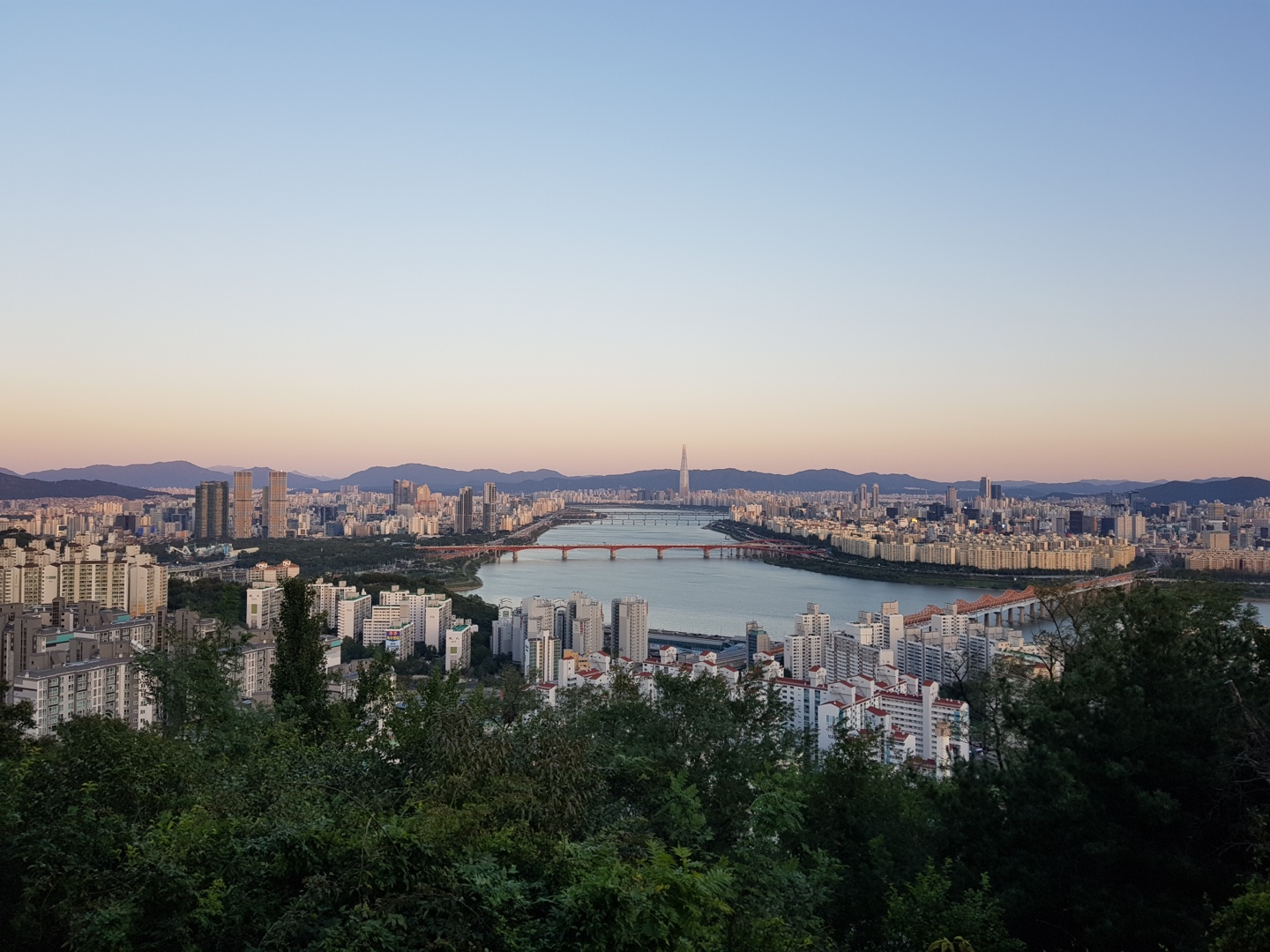
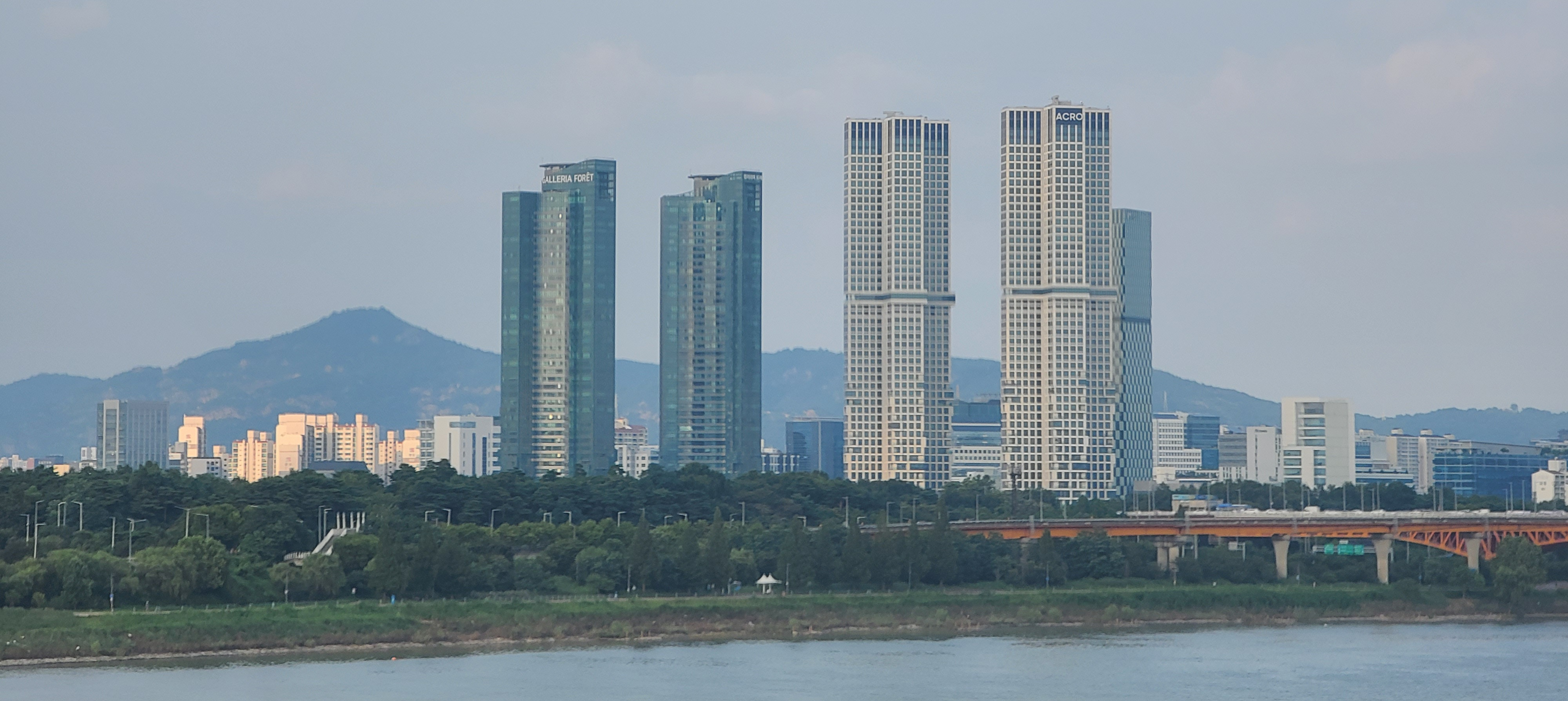
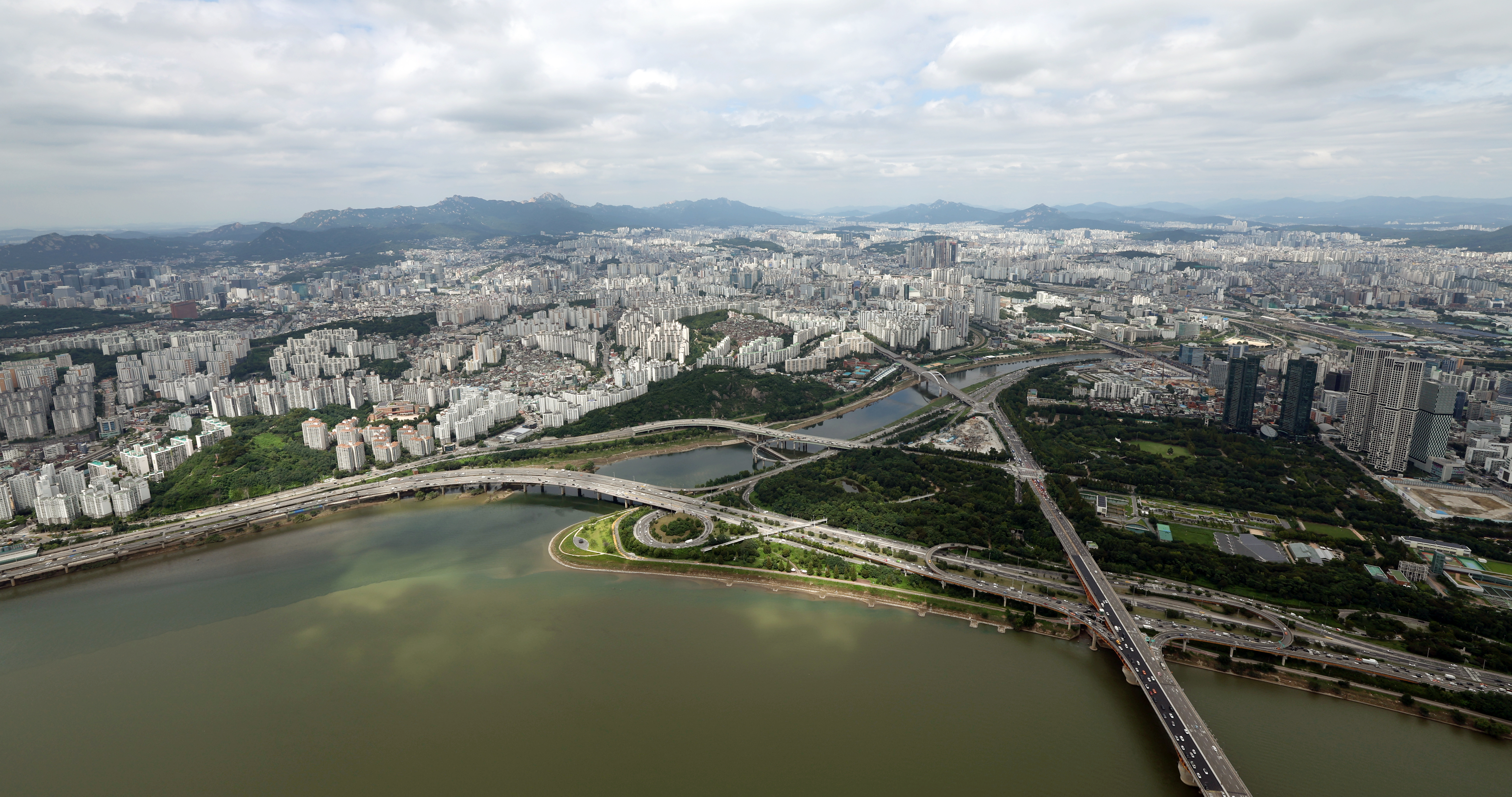

## 같이 보기
- 대한민국의 마천루 목록
- 서울특별시의 마천루 목록
- 한화 갤러리아포레
- 서울숲 트리마제